# Peter Angelis
Peter Angelis, född 15 november 1685 i Dunkerque, död 1734 i Rennes, var en fransk konstnär.
Efter att ha förskaffat de elementära grunderna i bildkonst reste han till Flandern och Tyskland. Han vistades en tid i Antwerpen där han blev lärare, samt i Düsseldorf där han studerade målningar i konstgalleriet Galerie Électorale för att bättra på sin konstbildning. Han bodde i England åren 1719-1727, sedan begav han sig till Rom i Italien. 
Peter Angelis skapade bland annat landskapsmålningar med små figurer.

## Bildgalleri

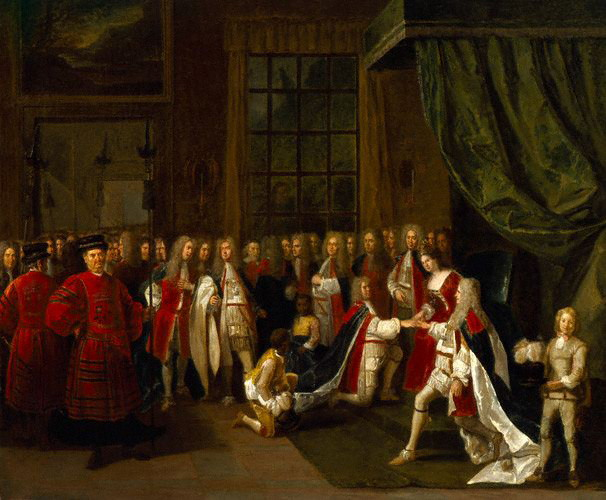
Queen Anne and the Knights of the Garter
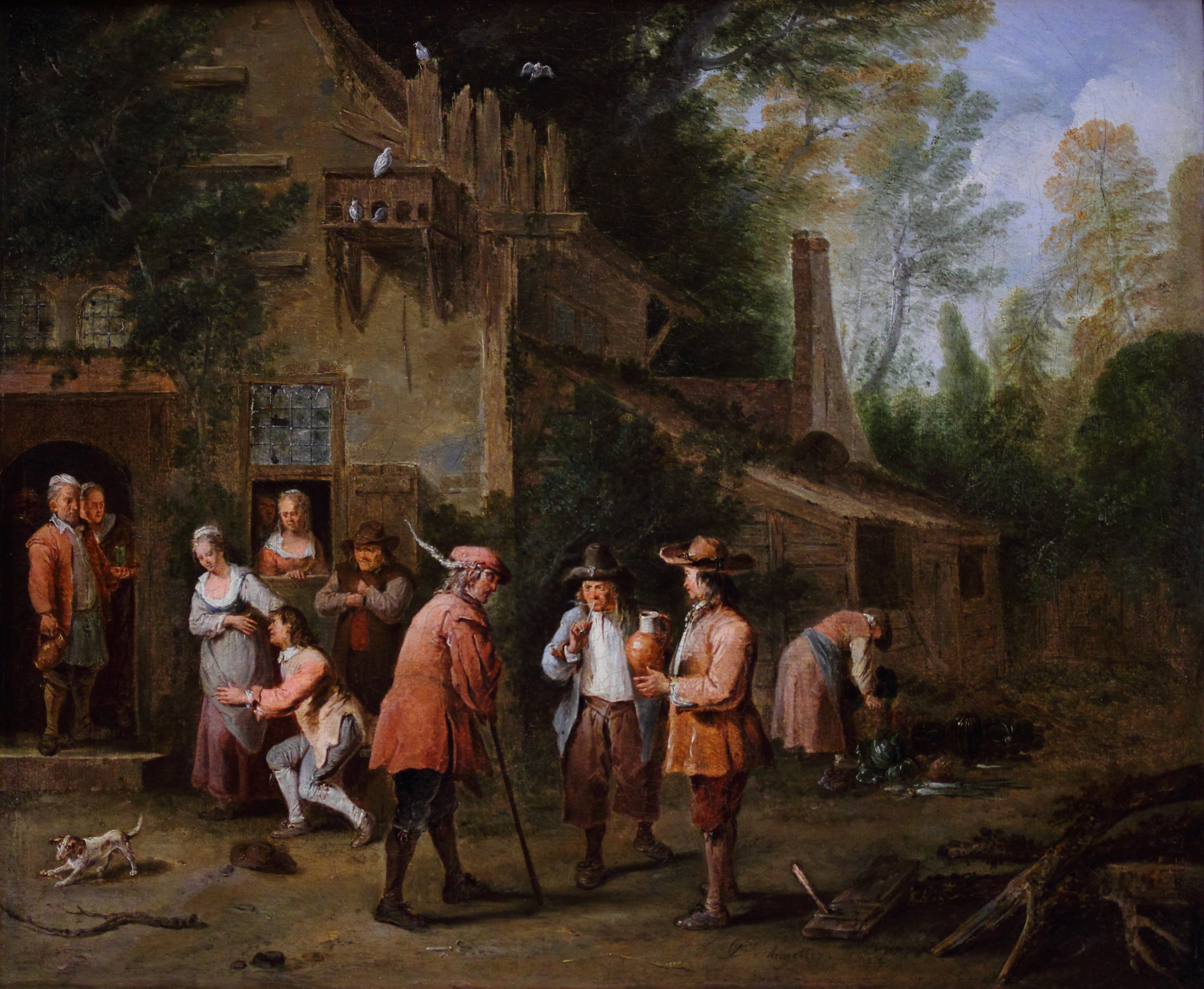
Scène dans un cour d'auberge, 1724
A Sculptor's Studio
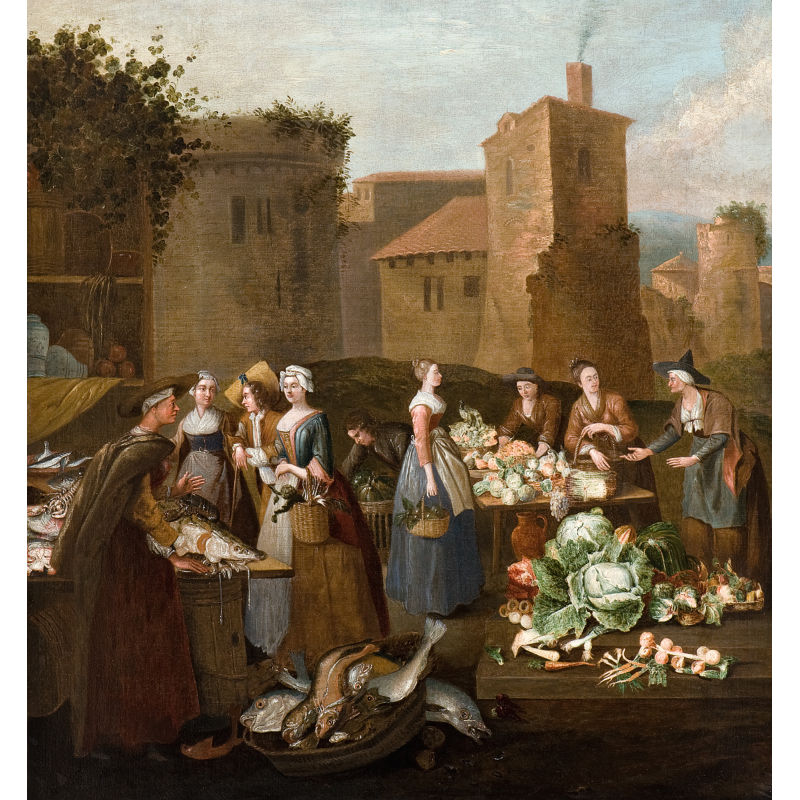
At the marketplace
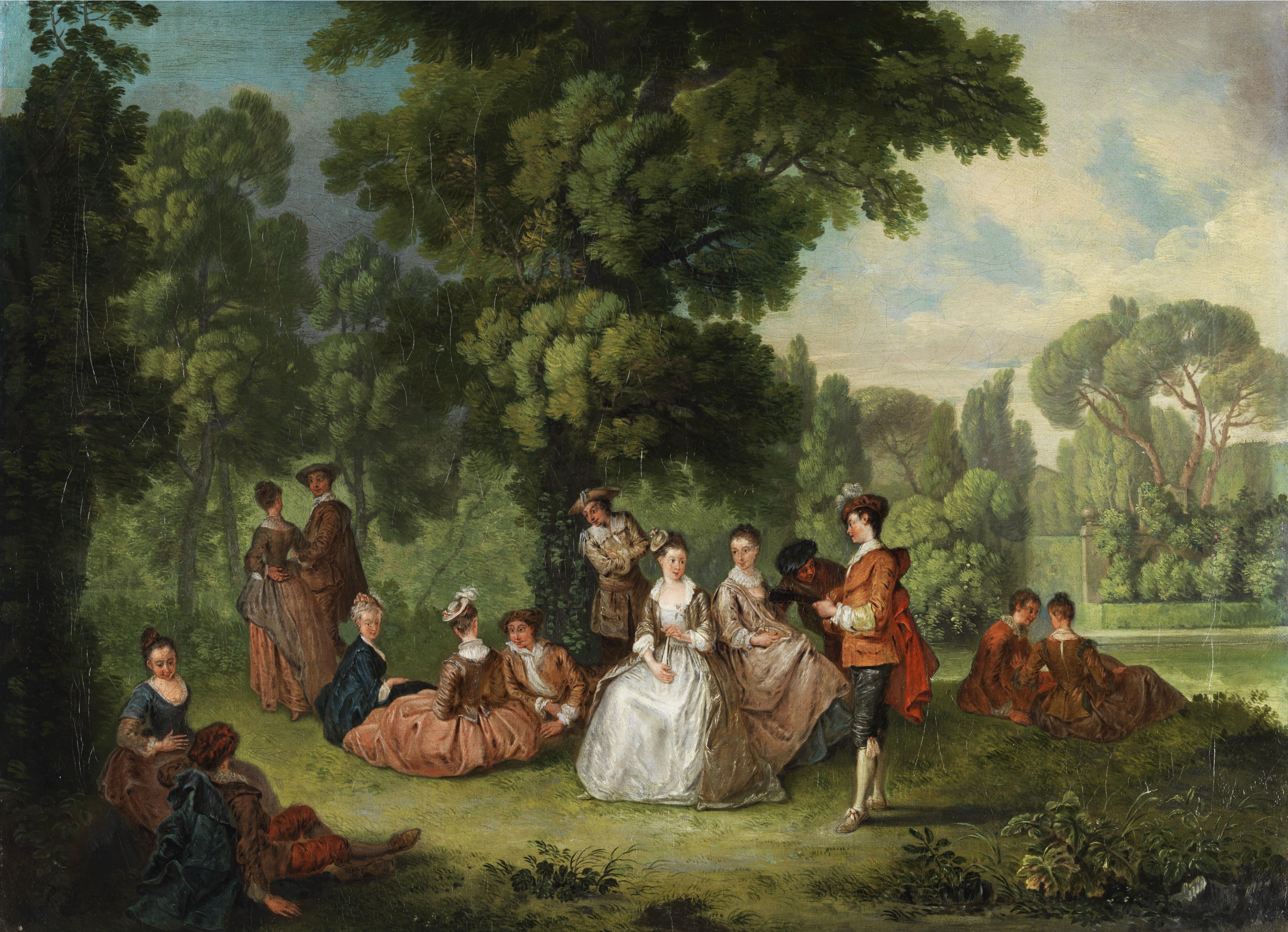
Gesellschaft im Park
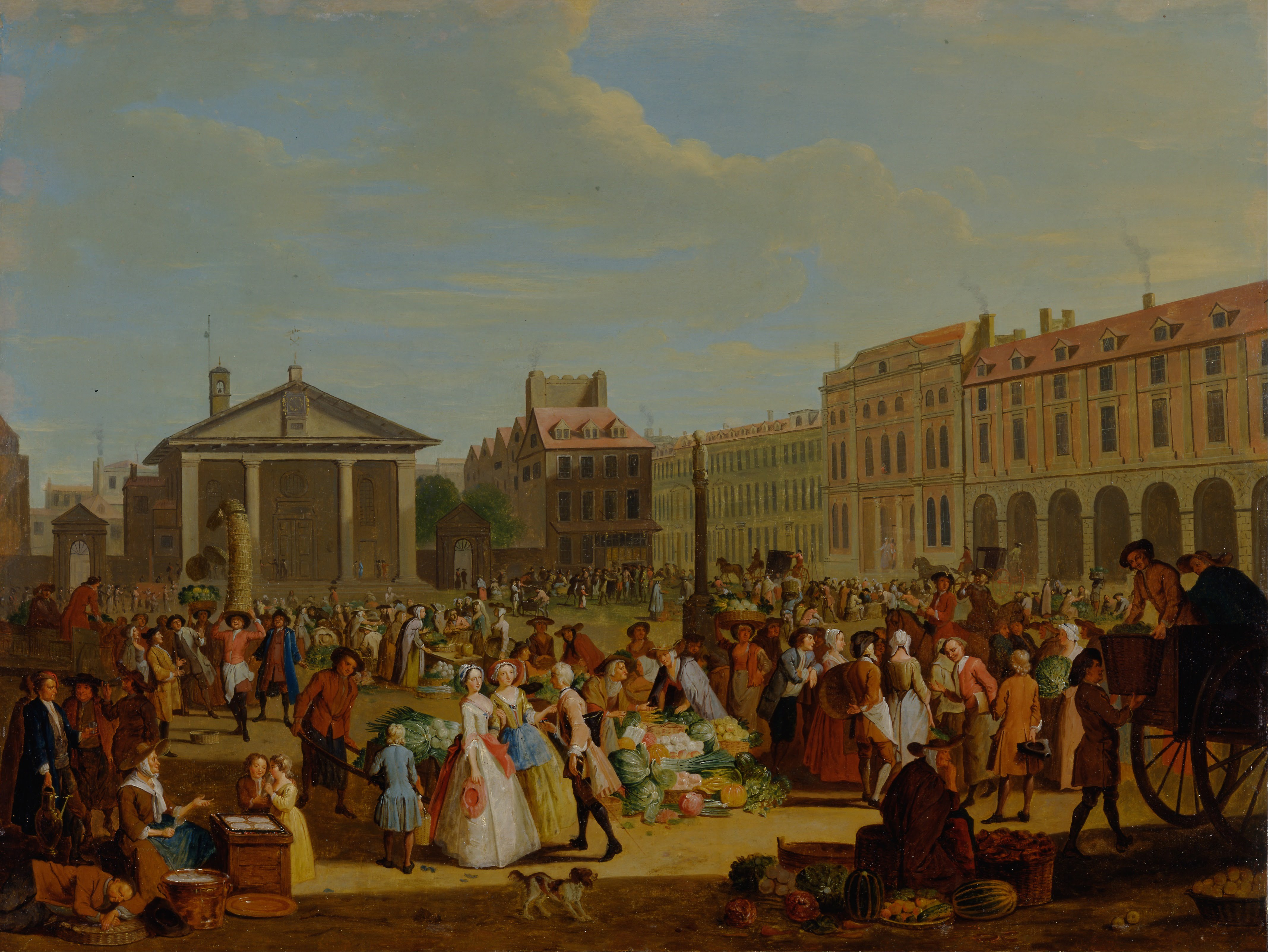
Covent Garden
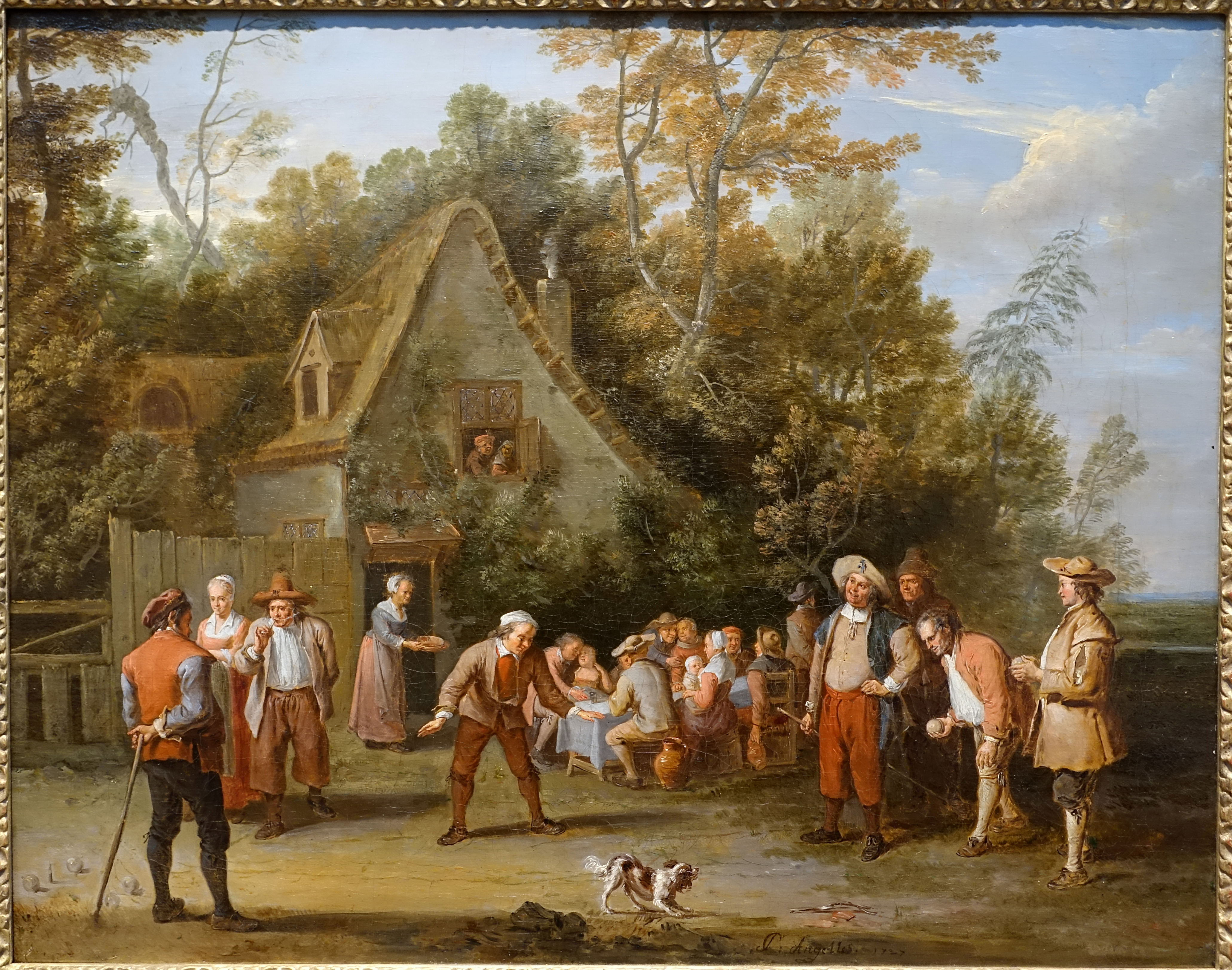
The Game of bowls